# پارک ملی و ذخیره‌گاه کلوان
پارک ملی و ذخیره گاه کلوان (به انگلیسی: Kluane National Park and Reserve) یک پارک ملی و ذخیره گاه طبیعی در کانادا است که در یوکان واقع شده‌است.

## میراث جهانی
این پارک در فهرست میراث جهانی یونسکو ثبت شده است.